# Peter-I.-Insel

Peter I Øy als nordwestlicher Grenzpunkt der Bellingshausensee

Die Peter-I.-Insel (gesprochen Peter-der-Erste-Insel; norwegisch Peter I Øy, englisch Peter I Island, russisch Остров Пётра I Ostrow Pjotra I, spanisch Isla Pedro I) ist eine unbewohnte Insel am nordwestlichen Rand der Bellingshausen-See im Südpolarmeer, 450 km nördlich der Eights-Küste, Westantarktika.
Die Insel wird von Norwegen beansprucht. Der Besitzanspruch wird jedoch, wie alle Gebiete des norwegischen Antarktisterritoriums außer der Bouvetinsel und alle übrigen Gebiete südlich des 60. Breitengrades, aufgrund des Antarktisvertrags international nicht anerkannt.

## Geographie und Geologie
Die Fläche der fast vollständig von Eis bedeckten Insel beträgt etwa 156 km², einschließlich einiger kleiner vorgelagerter Felseninseln wie Auroraholmen. Im Westen befindet sich ein rund drei Kilometer langes und einen Kilometer breites Küstenstück, das im Gegensatz zur restlichen Insel nicht mit Eis bedeckt ist und das sich von Kap Ingrid nordwärts an der Norvegiabukta erstreckt. Am Südende wurde 1929 eine Schutzhütte mit Lebensmitteln und Medikamenten errichtet. Sie konnte jedoch bei den Landgängen von 1982 und 1987 nicht mehr gefunden werden.
Die Insel ist in vier benannte Küstenabschnitte untergliedert (im Uhrzeigersinn, beginnend im Norden):
- Mirny-Küste, 5 km, im Nordosten, von Kap Eva (68° 45′ 42″ S, 90° 40′ 23″ W) bis zur Mündung des Gletschers Simonovbreen (68° 47′ 18″ S, 90° 34′ 30″ W)
- Von-Bellingshausen-Küste, 11 km im Osten, von der Mündung des Simonovbreen bis zum Kap Michajlovodden (68° 51′ 42″ S, 90° 25′ 36″ W)
- Wostok-Küste, 14 km, im Südosten und Süden, von Michajlovodden bis zur Mündung des Zavodovskijbreen (68° 55′ 25″ S, 90° 39′ 28″ W)
- Lazarew-Küste, 19 km, im Westen, von der Mündung des Zavodovskijbreen bis zum Kap Eva

Geologisch handelt es sich bei der Insel um einen erloschenen Schildvulkan, der aus Lagen von Alkalibasalt und Hawaiit aufgebaut ist. Das Alter der Laven liegt zwischen 100.000 und 300.000 Jahren.

## Flora und Fauna
Die Vegetation besteht vorwiegend aus Moosen und Flechten, die sich dem antarktischen Klima angepasst haben. Wenige Paare des Silbersturmvogels brüten auf den Kliffs. Zahlreiche Robben, vor allem Krabbenfresser und Seeleoparden, sind an der Küste und im umliegenden Meer zu finden. Die Insel wird bisweilen von Pinguinen aufgesucht, darunter Adeliepinguine und Zügelpinguine.

## Geschichte

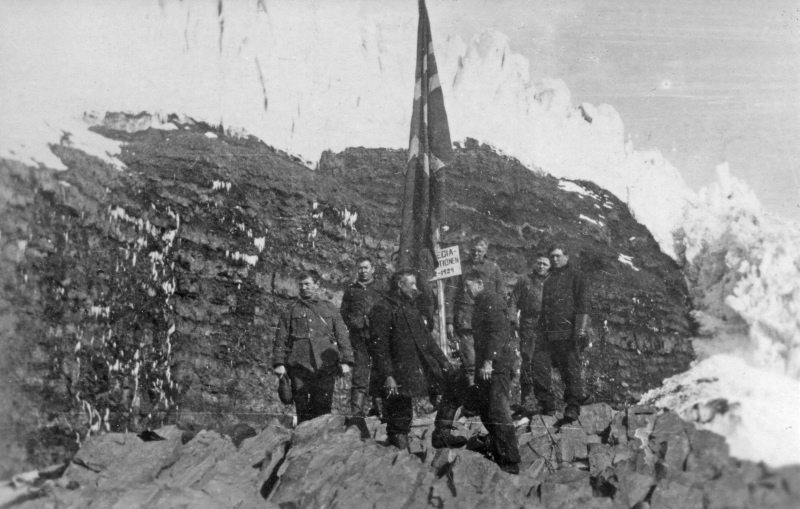
1. Landung am 2. Februar 1929

Die Insel wurde am 10. Januar 1821 von Admiral Fabian Gottlieb von Bellingshausen entdeckt und nach Zar Peter I. (dem Großen) benannt. Aufgrund der Wetterverhältnisse konnte Bellingshausen die Insel jedoch nicht betreten. Erst ein Jahrhundert später, nach zwei weiteren Kontakten, die aber nicht zu einer Landung auf der Insel führten, nahm am 2. Februar 1929 eine norwegische Expedition die Insel durch die Errichtung der oben erwähnten Schutzhütte in Besitz. Die Inbesitznahme wurde 1931 vom norwegischen Parlament bestätigt.
Um 1950 meldete die Sowjetunion Besitzansprüche an. Anfang 1971 errichtete Argentinien eine Station im Norden der Insel, rund 500 Meter landeinwärts von Kap Eva auf der später (1987) so benannten Gletscherebene Radiosletta. Die Hütte wurde am 3. März 1971 fertiggestellt und hieß Teniente Luis Ventimiglia. Sie wurde aber nach wenigen Jahren aufgegeben und verschwand. Heute steht an dieser Stelle eine automatische Wetterstation des Alfred-Wegener-Instituts.
Unter den seltenen Landgängen sind jene unter Kapitän Heinz Aye von 1982 und 1987 (30. Januar, World Discoverer). Hauptproblem eines Landgangs sind die nur kurz währenden Packeislücken und die starke Strömung. 1987, 1994 und im Februar 2006 wurde die Insel von Amateurfunk-Expeditionen besucht und 2006 von dort das Rufzeichen 3Y0X aktiviert.